# قانون‌نگر و اندیشه‌نگار
قانون‌بنیاد (Nomothetic) و یکه‌نگار (Idiographic) اصطلاح‌های مورد استفاده فیلسوفِ نئو کانتی، ویلهلم ویندلباند، برای توصیف دو نگرش متمایز به معرفت است، که هر یک مربوط به یک گرایش متفاوت فکری، و هر یک مربوط به یک شاخه مختلف دانشگاهی است.
- قانون‌بنیاد مبتنی بر آن چیزی است که کانت «تمایل به تعمیم» (tendency to generalize) توصیف کرده و ویژۀ علوم طبیعی است، که تلاش برای به دست آوردن قوانینی را توصیف می‌کند که به‌طور کلی انواع یا دسته‌بندی پدیده‌های عینی را توضیح می‌دهند.
- یکه نگار براساس آنچه کانت «تمایل به تعیّن» (tendency to specify) توصیف کرده و ویژه علوم انسانی است، که تلاش برای درک معنای پدیده‌های احتمالی، منحصر به فرد و اغلب فرهنگی یا ذهنی را توصیف می‌کند.[۱]